# Carlos Filipe Ximenes Belo

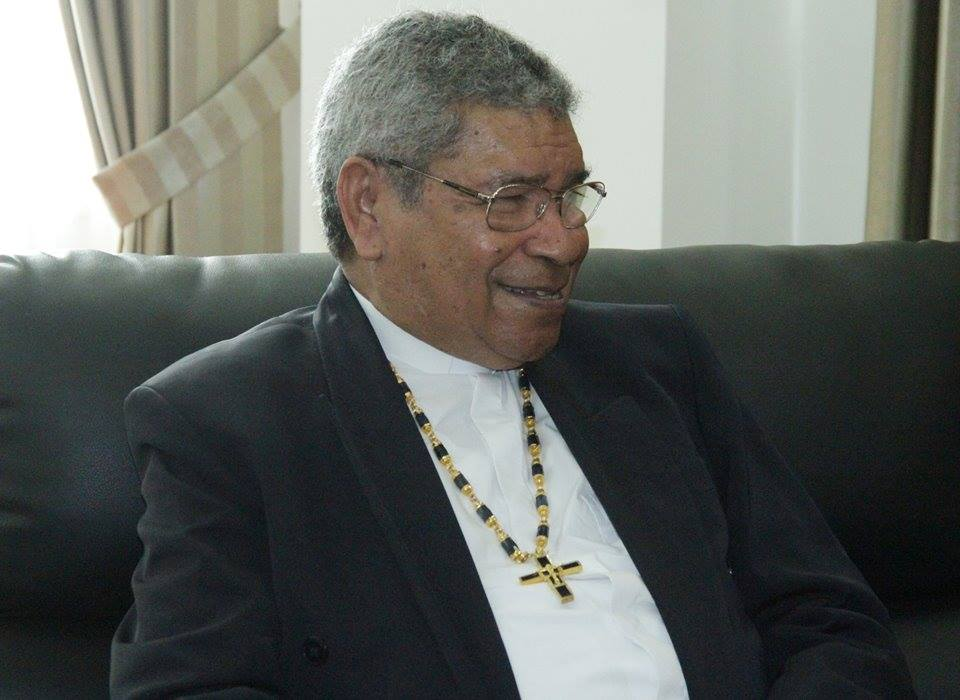
Carlos Filipe Ximenes Belo (2019)

Carlos Filipe Ximenes Belo SDB (* 3. Februar 1948 in Uailacama, Verwaltungsamt Vemasse, Gemeinde Baucau) ist ein römisch-katholischer Bischof aus Osttimor und ehemaliger Apostolischer Administrator von Dili. Für seine Verdienste zur Selbstbestimmung Osttimors wurde er zusammen mit José Ramos-Horta 1996 mit dem Friedensnobelpreis ausgezeichnet. Nach Vorwürfen des Missbrauchs an Minderjährigen verhängte der Vatikan ab dem Jahr 2020 Disziplinarmaßnahmen gegen ihn. Erst 2022 wurden die Vergehen in der breiten Öffentlichkeit bekannt.

## Werdegang

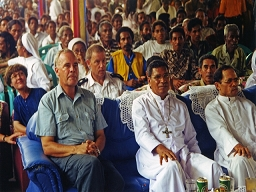
Belo in Same (2000)

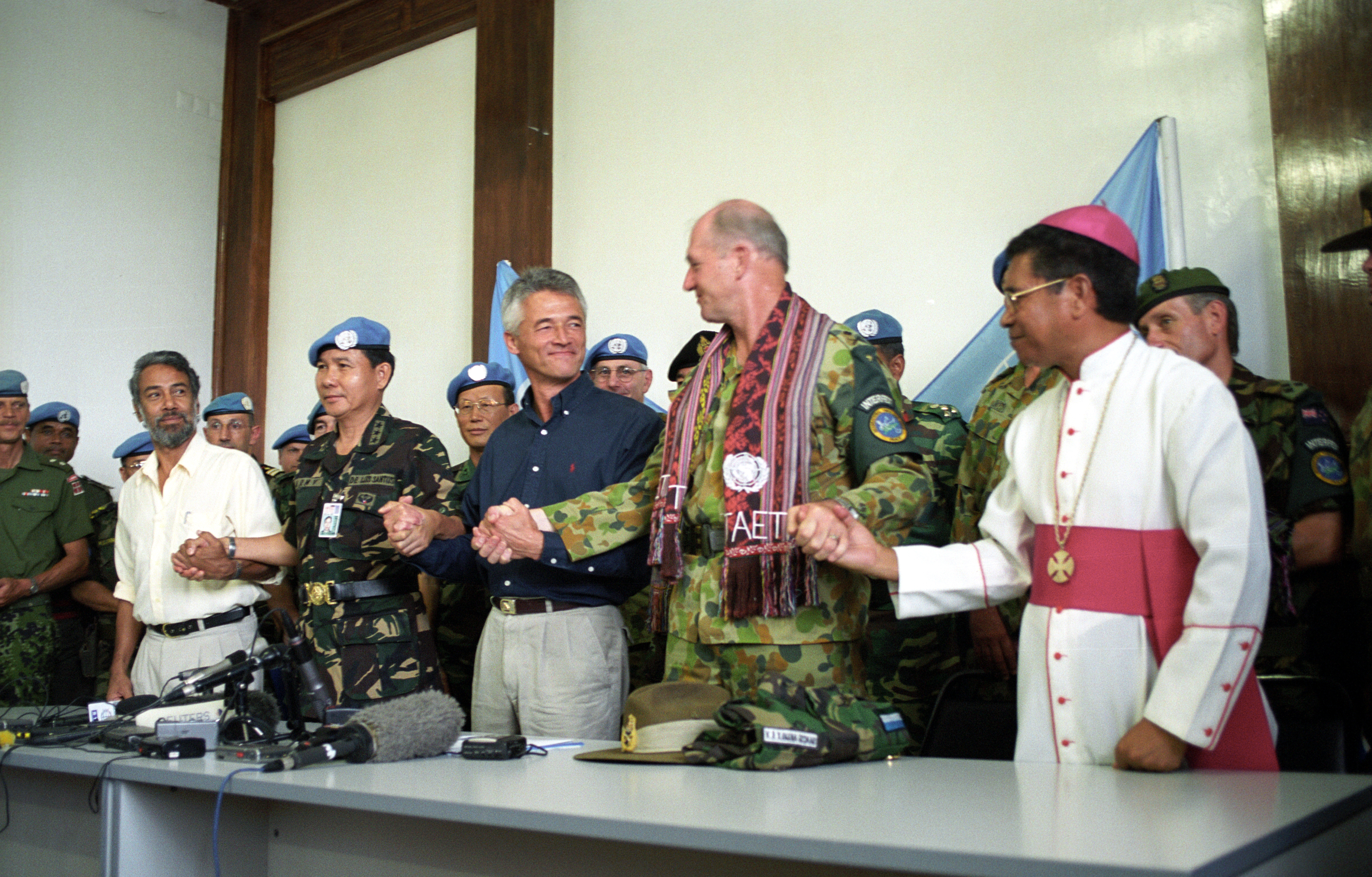
Belo bei der Übergabe der Kontrolle von INTERFET an UNTAET

Belo wurde 1948 als fünftes Kind des Schullehrers Domingos Vaz Filipe und Ermelinda Baptista Filipe in Osttimor geboren, sein Vater starb zwei Jahre nach der Geburt Belos. Die Familie stammt von Bauern der Region ab. Als Kind hütete Belo in Kekeli, dem Dorf seiner Vorfahren, Wasserbüffel. Über ein Armenstipendium erhielt er eine Schulausbildung an den Missionsschulen in Baucau und Ossu und konnte 1962 in das Priesterseminar in Dare bei Dili eintreten. Ab 1968 studierte er in Lissabon Philosophie, trat dem Orden der Salesianer Don Boscos bei und kam danach als Lehrer zurück nach Osttimor.
1976 verließ Belo nach der Invasion und Annexion Osttimors durch Indonesien seine Heimat und ging erst nach Macau. Später begann er das Studium der Theologie in Lissabon und Rom. 1980 empfing Belo in Rom die Priesterweihe und ging nach Portugal. Ein Jahr später kehrte er in das immer noch von Indonesien besetzte Osttimor zurück. Aufstände wurden unter massivem Einsatz von Gewalt eingedämmt. Infolgedessen starben bis zum Eingreifen der UNO 1999 bis zu 183.000 Osttimoresen.
Belo wurde 1983 als Nachfolger von Martinho da Costa Lopes vom Vatikan als apostolischer Administrator von Dili eingesetzt. Am 19. Juni 1988 wurde Belo zum Bischof geweiht (mit dem Titularbistum Lorium). Er selbst akzeptierte die indonesische Staatsbürgerschaft, lehnte die Besetzung und die gewaltsame Durchsetzung der Macht jedoch massiv ab und kritisierte diese, wie sein Vorgänger öffentlich. Die Indonesier reagierten mit offener Feindschaft und massiver Einschränkung seiner Rechte, Belo wurde außerdem zum Ziel mehrerer Mordanschläge. 1989 erregte er internationale Wahrnehmung durch einen Brief an den Generalsekretär der Vereinten Nationen Javier Pérez de Cuéllar, in dem er eine Volksabstimmung in Osttimor über die Zukunft des Landes anregte. 1996 erhielt er für seinen Einsatz für Osttimor den Friedensnobelpreis. Etwa 200.000 Menschen säumten die Straßen, als Belo nach der Verleihung nach Dili zurückkehrte. Ein indonesischer Unteroffizier, der versuchte den Bischof zu ermorden, wurde von der Menge tot geprügelt. Das indonesische Militär reagierte mit hartem Durchgreifen.
Bischof Belo war bekannt dafür animistische Praktiken, inklusive des Konzepts des Luliks und des Ahnenkults, aus der traditionellen Religion Timors in die katholischen Riten aufzunehmen. In den 1990er Jahren hielt er Messen auf den beiden wichtigsten Gipfeln Osttimors, den heilig geltenden Bergen Tatamailau und Matebian. Seit 1993 steht auf dem Matebian eine Jesusstatue und seit 1997 auf dem Tatamailau eine Marienstatue.
Im Jahr 2002 wurde Osttimor unabhängig. Belo trat im November aufgrund der nach der Unabhängigkeit Osttimors aufgekommenen Stresssituation von seinem Amt als Bischof von Dili zurück. Dazu nannte er gesundheitliche Gründe. Er war 1999 bei den Unruhen verletzt worden. Belo zog sich aus dem öffentlichen Leben zurück und ging nach Portugal zur Kur. Als apostolischer Administrator folgte Belo Basílio do Nascimento, der spätere Bischof von Baucau. Später wurden Stimmen laut, die Belos Kandidatur als Präsident forderten (als Nachfolger des amtierenden Xanana Gusmão). Nach seiner Genesung übernahm Belo jedoch ein Missionariat in Mosambik. Er arbeitete nach eigenen Aussagen als Hilfspriester in Maputo in der Seelsorge und unterrichtete Kinder im Katechismus und hielt Exerzitien für junge Menschen. Noch 2002 wurden die Salesianer in Portugal von ihren Oberen gebeten, Belo bei sich aufzunehmen. Hier betrieb er keine pastorale Arbeit mehr. Am 26. August 2016 erhielt Belo die Collane des Ordem de Timor-Leste.

## Missbrauchsvorwürfe
2022 wurden Vorwürfe von sexuellem Missbrauch durch Belo an Jungen in den 1980er- und 1990er-Jahren als Bischof bekannt. Schon 2002 hatte ein Mann seiner Mutter von einem Übergriff Belos an ihm berichtet, als er ein Kind war. Er fürchtete um seinen jüngeren Bruder, der wöchentlich die Bischofsresidenz besuchte. Von da an gab es Gerüchte, doch Belos Reputation für seinen Einsatz für die Osttimoresen war in dem gerade unabhängig gewordenen Land zu hoch, als dass es zu öffentlichen Anschuldigungen kam. Kurz darauf erklärte Belo überraschend seinen Rücktritt und ging nach Mosambik, wo er auch mit Kindern arbeitete. Erst nach der Verurteilung des Priesters Richard Daschbach in Osttimor wegen des Missbrauchs von Minderjährigen 2021 nahm die niederländische Wochenzeitschrift De Groene Amsterdammer Recherchen auf und veröffentlichte den Bericht zweier Männer (unter den Pseudonymen Paulo und Roberto), die Belo des sexuellen Missbrauchs beschuldigten. Man sammelte auch die Aussagen von weiteren Opfern und Personen, die von den Missbrauchsfällen wussten, insgesamt von 20 Personen. Demnach waren die Vorwürfe der Regierung und kirchlichen Mitarbeitern bekannt. In Osttimor führten die Berichte zu schweren Erschütterungen in der Gesellschaft. José Ramos-Horta, derzeit (September 2022) Staatspräsident, wollte keine Stellungnahme zu den Missbrauchsvorwürfen abgeben und erklärte, er wolle erst die Stellungnahme des Heiligen Stuhls abwarten. Auch das Norwegische Nobelkomitee und die Vereinten Nationen gaben nach Anfrage keine Kommentare ab. Ein Sprecher der portugiesischen Salesianer erklärte, man habe „mit großer Trauer und Verwunderung“ von der Nachricht erfahren. Der Ordenszweig distanzierte sich von Belo und betonte, dass er seit dessen Amtsantritt in Osttimor nicht mehr mit dem Orden verbunden gewesen sei. Von den Vorwürfen hätten die Salesianer laut einem Sprecher zuvor nichts erfahren.
Am Tag nach der Veröffentlichung des Wochenmagazins gab Matteo Bruni vom Presseamt des Heiligen Stuhls bekannt, dass der Vatikan bereits 2019 Anschuldigungen „über das Verhalten des Bischofs“ erhalten habe, die Missbrauchsvergehen an Minderjährigen in den 1990er-Jahren betreffen. Der Vatikan verhängte daraufhin Sanktionen, darunter Einschränkungen der Bewegungsfreiheit des Bischofs und der Ausübung seines Amtes sowie ein Verbot des freiwilligen Kontakts mit Minderjährigen. Im November 2021 seien die Sanktionen „modifiziert und verschärft“ worden und Belo habe die Strafe formell anerkannt. Belo darf das Kloster in Portugal, in dem er lebt, nicht verlassen.
In den Presseberichten wurde über den überraschenden und für Belos Alter frühen Rücktritt als Bischof und die folgende niedrige Arbeit in Mosambik spekuliert. Kardinal Crescenzio Sepe, der mit Belo diesen Dienst verabredet hatte, reagierte auf Presseanfragen nicht. 2002 war es zu einem Skandal um sexuellen Missbrauch in den Vereinigten Staaten gekommen und der Vatikan hatte damit begonnen, gegen missbrauchende Priester vorzugehen, indem er verlangte, dass alle Missbrauchsfälle der vatikanischen Glaubenskongregation zur Überprüfung vorgelegt werden. Bischöfe waren jedoch von dieser Vorschrift ausgenommen. Erst 2019 schrieb Papst Franziskus vor, dass Bischöfe in solchen Fällen intern gemeldet werden müssen und legte einen Mechanismus zur Untersuchung der Vorwürfe fest.